# 桃神祭2015 エコパスタジアム大会
『桃神祭2015 エコパスタジアム大会』（とうじんさい にせんじゅうご エコパスタジアムたいかい）は、ももいろクローバーZが2015年7月31日と8月1日に開催したライブ。Blu-ray & DVDとして発売されている。
第8回DEGジャパンアワード・ブルーレイ大賞のユーザー大賞を受賞。

## 概要
リーダー・百田夏菜子の地元である静岡県の静岡県小笠山総合運動公園スタジアム（エコパスタジアム）で2日間開催された。百田をフィーチャーした1日目のサブタイトルは、彼女のチャームポイントになぞらえて「御額様ご来臨」（おでこさま ごらいりん）、2日目は豪華ゲストも迎え「遠州大騒儀」（えんしゅう おおさわぎ）として行われた。
前年の夏に引き続きテーマは「祭り」であり、ステージ中央には高さ21メートル、幅23メートルにおよぶ巨大な鳥居が設けられた。〝日本一の夏祭りを作る〟というコンセプトに沿って、全国各地からお祭り団体が集結し、ももクロの楽曲に合わせた踊りを披露した。さらに、メンバーが衣装替えをする幕間では伝統芸能をステージや花道で展開した。
参加団体
- 花柳糸之社中（日本舞踊）
- 九世野村万蔵（能楽）
- ACT.JT（大田楽）
- 日本フォークダンス連盟静岡支部（ちゃっきり節） - 百田夏菜子も花道に混ざって披露
- 東龍倶楽部（長崎 龍踊り）
- 琉球舞団 昇龍祭太鼓（沖縄エイサー）
- 青森ねぶた祭り & 青森大学
- 新潮劇院（京劇）
- SAMURAI ROCK ORCHESTRA

バックの生演奏は恒例の「ダウンタウンももクロバンド」に加え、太鼓奏者のヒダノ修一率いる「ももクロ和楽器隊」も参加。本年は、8人の津軽三味線を中心に総勢19人によって構成され、和楽器のアレンジが大々的に取り入れられた。

### 高城れにのアクシデント
リハーサル中に腕を骨折してしまった高城れには、欠場が濃厚な状況であったが、本人の強い希望で出演することになった（ただしパフォーマンスが制約されることもあり、骨折後は毎日のように泣いていたという）。
1日目のライブ終盤では、同じく骨折中にライブ出演した経験のある佐々木彩夏が、「一緒のステージに立てて良かった」と言って大泣きし、高城も涙を流すシーンがある。高城は後にこのことを振り返り「自分が弱ってるときに励ましてくれたり、支えてくれたりっていうのは、いままでたくさんあったけど、一緒に涙を流してくれるっていうのは、はじめての感覚だから、もう、何とも言えない気持ちになっちゃった」と述べている。
ライブ2日目には、高城れにが小学生の頃から大ファンだったという舘ひろしがゲストで登場（雑誌の切り抜きを集めていたほど好きであり、ももクロの初披露曲「あの空へ向かって」をメンバーで作詞した際に、「舘ひろしに会ってみたい」という歌詞を提案し却下されたという逸話もある）。舘ひろしは持ち歌の「泣かないで」を披露し、高城をはじめとするメンバー、そしてファンの笑顔を引き出すことに成功した。
百田夏菜子は最後に、「あんまりももクロって闘争心とか競争心とかはないんです。でもみんなの笑顔だけは絶対に譲れない」「この景色を見続けることが永遠に終わらない目標」と語った。

### 運営面での工夫
ライブが始まる前、9時から14時ころまで会場の隣で野外フェスを開催。フードコートやグッズコーナーに加え、無料で以下のイベントを楽しめる趣向であった。
- 女子プロレス - 神取忍/SAKI vs ダンプ松本/井上貴子など、LLPW-X・スターダム所属選手による試合
- ガールズバンドミニライブ - がんばれ!Victory、たんこぶちん、Cheksy、BAND-MAID
- お笑いステージ - 永野、おかゆ太郎、アナログタロウ、ユリオカ超特Q、ジョーク東郷など
- 2015年UFO報告会 - 矢追純一
- 振りコピコンテスト - 優勝したグループは当日のステージでももクロと共演
- 3B juniorライブ
- 『ももクロ見聞録』発売記念トークショー

など
ライブ本会場では、グループでは初となる席種が導入された（カップルシート、3名用のトリプルシート、横断幕の掲示も許可された15～20名用の団体エリア）。また初めて、各地からJTBによるツアーが組まれ、初日公演「御額様ご来臨」に3万5418人、2日目公演「遠州大騒儀」に4万7018人、両日での動員は8万2000人を超えた。

## 桃神祭2015 エコパスタジアム大会 〜御額様ご来臨〜

### ゲスト
- 清水ミチコ - ももクリの告知
- 前山田健一（ヒャダイン） - グループが無名時代に「行くぜっ!怪盗少女」など多数の楽曲をプロデュースしていたものの、2012年頃から徐々にオファーが来なくなり、2013年に発売されたアルバム『5TH DIMENSION』では、前山田が作った新録曲はわずか1曲だけという状態となった。さらに発売後、前山田はこのアルバムへの批判ともとれるコメントをしたため、運営サイドと亀裂が生じていた。年月が経ち、わだかまりが薄まってきたことから、今回のライブでは両者の完全決着をつけるため、前山田 vs プロデューサー・川上アキラによるプロレス「有刺鉄線 大爆発スタジアム デスマッチ」がライブ中の余興として行われた[4]。
- 足立光 & 田中ケロ & 清野茂樹

### セットリスト
1. 桃神大田楽による行進
2. overture 〜ももいろクローバーZ参上!!〜
3. 夢の浮世に咲いてみな
4. ツヨクツヨク
5. ピンキージョーンズ
6. ワニとシャンプー
7. Chai Maxx ZERO
8. Chai Maxx
9. 『Z』の誓い
10. ココ☆ナツ
11. 仮想ディストピア
12. 日本のお祭り2015 in エコパ
13. ももいろ太鼓どどんが節
14. 全力少女
15. 有刺鉄線 大爆発スタジアム デスマッチ
川上アキラ vs  前山田健一
16. 行くぜっ!怪盗少女
前山田健一の代表曲
17. JUMP!!!!!
18. Link Link
19. 渚のラララ（アンコール）
百田夏菜子のソロ曲。この数ヶ月前に作者の加瀬邦彦が亡くなってしまったこともあり、曲の途中からは他のメンバーも加わり弔いの合唱となった。
20. ニッポン笑顔百景（アンコール）
21. 灰とダイヤモンド（アンコール）
22. 一粒の笑顔で…（アンコール）

特典映像（Blu-ray & DVD）
御額様が帰って来るんだに。

## 桃神祭2015 エコパスタジアム大会 〜遠州大騒儀〜

### ゲスト
- 舘ひろし & 大葉健二 & ジャパンアクションエンタープライズ
- 松崎しげる - ももクロのドームツアーの告知

### セットリスト
1. 桃神大田楽による行進
2. overture 〜ももいろクローバーZ参上!!〜
3. 夢の浮世に咲いてみな
4. 全力少女
5. Rock and Roll All Nite
6. ワニとシャンプー
7. Link Link
8. サラバ、愛しき悲しみたちよ
9. 『Z』の誓い
10. ココ☆ナツ
11. Chai Maxx
12. 日本のお祭り2015 in エコパ
13. ももいろ太鼓どどんが節
14. 泣いてもいいんだよ
15. 泣かないで
16. 黒い週末
17. ツヨクツヨク
18. 青春賦
19. ピンキージョーンズ（アンコール）
20. ニッポン笑顔百景（アンコール）
21. キミノアト（アンコール）
22. 一粒の笑顔で…（アンコール）

特典映像（Blu-ray & DVD）
遠州で大騒儀した名場面集

## サポートメンバー
「ダウンタウンももクロバンド」と「ももクロ和楽器隊」と呼ばれるバンドによる生演奏が行われた。
ダウンタウンももクロバンド
- 武部聡志 - 音楽監督・キーボード
- 宗本康兵 - キーボード
- 本間昭光 - キーボード
- 村石雅行 - ドラムス
- 若森さちこ - パーカッション
- 浜崎賢太 - ベース
- 西川進 - ギター
- 佐藤大剛 - ギター
- 加藤いづみ - コーラス
- marron - コーラス
- 小澤篤士 - トランペット
- 竹上良成 - サクソフォン
- 榎本裕介 - トロンボーン

ももクロ和楽器隊
- ヒダノ修一 - 太鼓
- 金刺敬大 - 太鼓
- 一彩 - 太鼓
- 小山豊 - 津軽三味線
- 柴田佑梨 - 津軽三味線
- 藤井黎元 - 津軽三味線
- 白藤ひかり - 津軽三味線
- 阿部銀三郎 - 津軽三味線
- 武田佳泉 - 津軽三味線
- 岩田桃楠 - 津軽三味線
- 小山清雄 - 津軽三味線
- こと - 篠笛
- 山田路子 - 篠笛
- 小湊昭尚 - 尺八
- 辻本好美 - 尺八
- 市川慎 - 箏
- 梶ヶ野亜生 - 箏
- 小林真由子 - 箏
- 小湊美和（元・太陽とシスコムーン） - ちゃっきり節ボーカル

## ekuborn
ekuborn（エクボーン）とは、えくぼがチャームポイントの百田夏菜子が開発に携わったブランドであり、本ライブの物販コーナーで扱われた。ブランドロゴ・マスコットキャラクター・商品案・デザインを本人が担当した。
アイテム
- えくぼバック
- えくぼ保冷剤
- でこパチパチ袋

ekuborn以外にも多数、百田夏菜子に関連するグッズが扱われた。
- 百田ノ天然水 - ペットボトルのラベルには「この天然は国宝級」と、天然水の（と言うより百田の）キャッチコピーが書かれていた。
- エクボ茶 - 静岡産茶葉100％のスティック粉末茶。百田ノ天然水に入れて飲むことができる。
- かなこっこ - 静岡銘菓「こっこ」とのコラボ商品
- 「御額様」のお面

ekuborn 2016年の新作
- ケータイマグボトル（THERMOSとのコラボ）
- モバイルバッテリー
- スマホリングホルダー
- えくぼのパジャマセット
- えくぼのビッグバスタオル
- えくぼのスニーカーサンダル

## ライブビューイング
2日目の公演のみ、『直送ももクロvol.20 平面革命「桃神祭2015 エコパスタジアム大会 〜遠州大騒儀〜」』として、全国の映画館とライブハウスにてライブビューイングが行われた。
| 都道府県 | 市区町村   | 劇場名                                |
| -------- | ---------- | ------------------------------------- |
| 北海道   | 札幌市     | ディノスシネマズ札幌劇場              |
| 北海道   | 札幌市     | ユナイテッド・シネマ札幌              |
| 青森県   | 青森市     | 青森コロナシネマワールド              |
| 秋田県   | 秋田市     | TOHOシネマズ 秋田                     |
| 岩手県   | 盛岡市     | フォーラム盛岡                        |
| 宮城県   | 仙台市     | MOVIX仙台                             |
| 山形県   | 山形市     | フォーラム山形                        |
| 福島県   | 福島市     | フォーラム福島                        |
| 埼玉県   | さいたま市 | ユナイテッド･シネマ 浦和              |
| 埼玉県   | さいたま市 | MOVIXさいたま                         |
| 東京都   | 中央区     | TOHOシネマズ 日本橋                   |
| 東京都   | 渋谷区     | TOHOシネマズ 渋谷                     |
| 東京都   | 港区       | TOHOシネマズ 六本木ヒルズ             |
| 東京都   | 港区       | 品川プリンスシネマ                    |
| 東京都   | 港区       | お台場シネマメディアージュ            |
| 東京都   | 新宿区     | TOHOシネマズ 新宿                     |
| 東京都   | 新宿区     | 新宿バルト9                           |
| 東京都   | 新宿区     | 新宿ピカデリー                        |
| 東京都   | 豊島区     | シネマサンシャイン池袋                |
| 東京都   | 江東区     | ユナイテッド･シネマ豊洲               |
| 東京都   | 板橋区     | イオンシネマ 板橋                     |
| 東京都   | 武蔵村山市 | イオンシネマ むさし村山               |
| 東京都   | 八王子市   | TOHOシネマズ 南大沢                   |
| 東京都   | 府中市     | TOHOシネマズ 府中                     |
| 神奈川県 | 川崎市     | TOHOシネマズ 川崎                     |
| 神奈川県 | 川崎市     | 川崎チネチッタ                        |
| 神奈川県 | 横浜市     | 横浜ブルク13                          |
| 神奈川県 | 海老名市   | TOHOシネマズ 海老名                   |
| 千葉県   | 市川市     | TOHOシネマズ 市川コルトンプラザ       |
| 千葉県   | 千葉市     | シネプレックス幕張                    |
| 群馬県   | 伊勢崎市   | プレビ劇場ISESAKI                     |
| 栃木県   | 宇都宮市   | TOHOシネマズ 宇都宮                   |
| 茨城県   | 水戸市     | シネプレックス水戸                    |
| 新潟県   | 新潟市     | イオンシネマ 新潟南                   |
| 長野県   | 長野市     | 長野グランドシネマズ                  |
| 富山県   | 富山市     | TOHOシネマズ ファボーレ富山           |
| 福井県   | 福井市     | 福井コロナシネマワールド              |
| 石川県   | 金沢市     | 金沢コロナシネマワールド              |
| 岐阜県   | 各務原市   | イオンシネマ 各務原                   |
| 静岡県   | 浜松市     | TOHOシネマズ 浜松                     |
| 愛知県   | 安城市     | 安城コロナシネマワールド              |
| 愛知県   | 名古屋市   | TOHOシネマズ 名古屋ベイシティ         |
| 愛知県   | 名古屋市   | 109シネマズ名古屋                     |
| 三重県   | 四日市市   | 109シネマズ四日市                     |
| 大阪府   | 大阪市     | TOHOシネマズ 梅田                     |
| 大阪府   | 大阪市     | TOHOシネマズ なんば                   |
| 大阪府   | 大阪市     | 大阪ステーションシティシネマ          |
| 大阪府   | 大阪市     | なんばパークスシネマ                  |
| 京都府   | 京都市     | TOHOシネマズ 二条                     |
| 滋賀県   | 大津市     | ユナイテッド･シネマ大津               |
| 奈良県   | 橿原市     | TOHOシネマズ 橿原                     |
| 和歌山県 | 和歌山市   | イオンシネマ 和歌山                   |
| 兵庫県   | 西宮市     | TOHOシネマズ 西宮OS                   |
| 兵庫県   | 神戸市     | 109シネマズHAT神戸                    |
| 岡山県   | 岡山市     | TOHOシネマズ 岡南                     |
| 岡山県   | 倉敷市     | MOVIX倉敷                             |
| 広島県   | 広島市     | 109シネマズ広島                       |
| 愛媛県   | 松山市     | シネマサンシャイン衣山                |
| 高知県   | 高知市     | TOHOシネマズ 高知                     |
| 福岡県   | 福岡市     | TOHOシネマズ 天神                     |
| 福岡県   | 福岡市     | ユナイテッド・シネマ キャナルシティ13 |
| 福岡県   | 福岡市     | T･ジョイ博多                          |
| 福岡県   | 北九州市   | シネプレックス小倉                    |
| 大分県   | 大分市     | TOHOシネマズ アミュプラザおおいた     |
| 熊本県   | 熊本市     | シネプレックス熊本                    |
| 長崎県   | 長崎市     | TOHOシネマズ 長崎                     |
| 佐賀県   | 佐賀市     | 109シネマズ佐賀                       |
| 宮崎県   | 宮崎市     | セントラルシネマ宮崎                  |
| 鹿児島県 | 鹿児島市   | TOHOシネマズ 与次郎                   |
| 沖縄県   | 那覇市     | シネマQ                               |